# Антонівецький сосняк
Антоніве́цький сосня́к — ботанічна пам'ятка природи місцевого значення в Україні. Розташований біля села Антонівці Кременецького району Тернопільської області, у кварталі 54, виділі 1, Волинського лісництва Кременецького держлісгоспу, в межах лісового урочища «Антонівці-Свинодебри».
Площа — 13 га. Оголошений об'єктом природно-заповідного фонду рішенням Тернопільської обласної ради від 18 березня 1994 ровку. Перебуває у віданні державного лісогосподарського об'єднання «Тернопільліс».
Під охороною високопродуктивні соснові насадження I бонітету віком понад 80 років.